# Championnat du monde de Formule 1 1992
Navigation
1991 1993
Le championnat  du monde de Formule 1 1992 est remporté par le Britannique Nigel Mansell sur une Williams-Renault. Williams remporte le championnat du monde des constructeurs.
Adrian Newey ayant résolu les problèmes de fiabilité de la transmission semi-automatique de la Williams FW14B-Renault qui l'affectaient en 1991, Nigel Mansell est désormais en mesure de réaliser une saison record : il remporte neuf victoires (dont cinq consécutives en début de saison) et obtient quatorze pole positions, deux nouveaux records à l'époque, pour remporter son unique titre mondial, à 39 ans. 
Le pilote britannique est sacré dès le Grand Prix de Hongrie le 16 août, alors qu'il reste encore cinq courses à disputer. Son coéquipier Riccardo Patrese termine deuxième du championnat avec une victoire et moitié moins de points. Michael Schumacher, jeune pilote de 23 ans, remporte la première victoire de sa carrière en Belgique au volant d'une Benetton-Ford.

## Repères

### Pilotes
Débuts en tant que pilote-titulaire : 
- Giovanna Amati chez Brabham.
- Andrea Chiesa chez Fondmetal.
- Paul Belmondo chez March.
- Christian Fittipaldi chez Minardi.
- Ukyo Katayama chez Venturi.
- Damon Hill chez Brabham en remplacement de Giovanna Amati.
- Emanuele Naspetti chez March pour suppléer Paul Belmondo.
- Perry McCarthy chez Andrea Moda pour remplacer Enrico Bertaggia démissionnaire.

 Transferts : 
- Andrea De Cesaris quitte Jordan pour Tyrrell.
- Eric van de Poele quitte Modena pour Brabham.
- Aguri Suzuki quitte Lola pour Footwork.
- Martin Brundle quitte Brabham pour Benetton.
- Pierluigi Martini quitte Minardi pour Dallara.
- Gianni Morbidelli quitte Ferrari pour Minardi.
- Stefano Modena quitte Tyrrell pour Jordan.
- Maurício Gugelmin quitte Leyton House pour Jordan.
- Alex Caffi quitte Footwork pour Andrea Moda.
- Mark Blundell quitte Brabham pour devenir pilote de réserve de McLaren.
- Nicola Larini quitte Modena pour devenir pilote de réserve de Ferrari.
- Alessandro Zanardi quitte Jordan pour devenir pilote de réserve chez Benetton

 Retraits : 
- Nelson Piquet (triple champion du monde en 1981, 1983 et 1987, 204 GP, 60 podiums, 23 victoires et 485,5 points entre 1978 et 1991).
- Satoru Nakajima (74 GP, 1 meilleur tour et 16 points entre 1987 et 1991).
- Stefan Johansson (79 GP, 12 podiums et 88 points entre 1983 et 1991).
- Michael Bartels (0 GP en 1991).
- Emanuele Pirro (37 GP et 3 points entre 1989 et 1991).
- Pedro Chaves (0 GP en 1991).
- Naoki Hattori (0 GP en 1991).

 Retours : 
- Olivier Grouillard (25 GP et 1 point entre 1989 et 1991) chez Tyrrell Racing.
- Enrico Bertaggia (0 GP en 1989) chez Andrea Moda Formula.

 Transfert en cours de saison : 
- Eric van de Poele quitte Brabham chez Fondmetal en remplacement de Andrea Chiesa à partir du GP de Hongrie.
- Perry McCarthy transféré de pilote de réserve de Benetton à titulaire chez Andrea Moda pour suppléer Enrico Bertaggia démissionnaire à partir du GP du Brésil.
- Alessandro Zanardi remplace Christian Fittipaldi chez Minardi à partir du GP de Grande-Bretagne à celui de Hongrie.
- Damon Hill transféré de pilote de réserve de Williams à titulaire chez Brabham pour suppléer Giovanna Amati.

 Retours en cours de saison : 
- Julian Bailey chez Brabham pour le GP de Hongrie à la place d'Eric van de Poele mais le projet fut abandonné.
- Jan Lammers chez March pour les deux derniers Grands Prix de la saison en remplacement de Karl Wendlinger. Il effectue un come-back de 10 ans d'écart après son dernier engagement (GP de France 1982 chez Theodore, non-qualification).
- Nicola Larini chez Ferrari à partir du GP du Japon à la place d'Ivan Capelli limogé.
- Roberto Moreno chez Andrea Moda à partir du GP du Brésil à la place d'Alex Caffi démissionnaire.

### Écuries
- Les écuries Modena et Coloni se retirent du championnat.
- L'écurie Andrea Moda accède au championnat.
- L'écurie Brabham se retire définitivement du championnat après le GP de Hongrie.
- L'écurie Andrea Moda se retire définitivement du championnat après le GP de Belgique.
- L'écurie Fondmetal se retire définitivement du championnat après le GP d'Italie.
- L'écurie Larrousse devient Venturi après le rachat à 65 % du sponsor Venturi
- L'écurie Leyton House redevient March.
- Fournitures de moteurs Ilmor pour les écuries Tyrrell et March.
- Fournitures de moteurs Judd pour les écuries Brabham et Andrea Moda.
- Fournitures de moteurs Mugen-Honda pour l'écurie Footwork.
- Fournitures de moteurs Ford Cosworth pour l'écurie Lotus.
- Fournitures de moteurs Ferrari pour l'écurie Dallara.
- Fournitures de moteurs Lamborghini pour les écuries Minardi et Venturi.
- Fournitures de moteurs Renault pour l'écurie Ligier
- Fournitures de moteurs Yamaha pour l'écurie Jordan.

### Circuits
- Le Grand Prix d'Afrique du Sud fait son retour au championnat.
- Suppression du Grand Prix des États-Unis, il fera son retour en 2000 à Indianapolis.

## Règlement sportif: les nouveautés
- L'attribution des points s'effectue selon le barème 10, 6, 4, 3, 2, 1.
- Tous les résultats comptent.
- Chaque Grand Prix a une distance prévue de 305 km (plus la fin du dernier tour), mais ne doit pas excéder 2 heures en temps. (Exception : GP de Monaco prévu pour 260 km environ).

## Règlement technique: les nouveautés
- Le carburant est choisi par chaque écurie respectant les spécifications suivantes 100 RON et 90 MON maximum.
- Autorisation des carburants à l'alcool, interdiction d'additifs à base de peroxydes ou de composés nitrooxydés.
- Extincteurs de 5 kg pour l'habitacle et 2,5 kg pour le moteur. Les fixations doivent résister à une décélération de 25 G.
- Feu arrière de surface minimale portée à 20 cm2, d'une puissance de 21 W et fixé à 40 cm du sol.
- Ceinture de sécurité à 6 points obligatoire.

## Pilotes et monoplaces
| Écurie                         | Constructeur | Châssis       | Moteur                   | Pneus | no | Pilotes              | Pilotes d'essais et de réserve    |
| ------------------------------ | ------------ | ------------- | ------------------------ | ----- | -- | -------------------- | --------------------------------- |
| Honda Marlboro McLaren         | McLaren      | MP4/6B MP4/7A | Honda V12                | G     | 1  | Ayrton Senna         | Mark Blundell Allan McNish        |
| Honda Marlboro McLaren         | McLaren      | MP4/6B MP4/7A | Honda V12                | G     | 2  | Gerhard Berger       | Mark Blundell Allan McNish        |
| Tyrrell Racing Organisation    | Tyrrell      | 020B          | Ilmor V10                | G     | 3  | Olivier Grouillard   |                                   |
| Tyrrell Racing Organisation    | Tyrrell      | 020B          | Ilmor V10                | G     | 4  | Andrea De Cesaris    |                                   |
| Canon Williams Team            | Williams     | FW14B         | Renault V10              | G     | 5  | Nigel Mansell        | Damon Hill                        |
| Canon Williams Team            | Williams     | FW14B         | Renault V10              | G     | 6  | Riccardo Patrese     | Damon Hill                        |
| Motor Racing Developments Ltd  | Brabham      | BT60B         | Judd V10                 | G     | 7  | Eric van de Poele    |                                   |
| Motor Racing Developments Ltd  | Brabham      | BT60B         | Judd V10                 | G     | 7  | Julian Bailey        |                                   |
| Motor Racing Developments Ltd  | Brabham      | BT60B         | Judd V10                 | G     | 8  | Giovanna Amati       |                                   |
| Motor Racing Developments Ltd  | Brabham      | BT60B         | Judd V10                 | G     | 8  | Damon Hill           |                                   |
| Footwork Mugen Honda           | Footwork     | FA13          | Mugen-Honda V10          | G     | 9  | Michele Alboreto     |                                   |
| Footwork Mugen Honda           | Footwork     | FA13          | Mugen-Honda V10          | G     | 10 | Aguri Suzuki         |                                   |
| Team Lotus                     | Lotus        | 102D 107      | Ford Cosworth V8         | G     | 11 | Mika Häkkinen        | Olivier Beretta                   |
| Team Lotus                     | Lotus        | 102D 107      | Ford Cosworth V8         | G     | 12 | Johnny Herbert       | Olivier Beretta                   |
| Fondmetal F1                   | Fondmetal    | GR01 GR02     | Ford Cosworth V8         | G     | 14 | Andrea Chiesa        |                                   |
| Fondmetal F1                   | Fondmetal    | GR01 GR02     | Ford Cosworth V8         | G     | 14 | Eric van de Poele    |                                   |
| Fondmetal F1                   | Fondmetal    | GR01 GR02     | Ford Cosworth V8         | G     | 15 | Gabriele Tarquini    |                                   |
| March F1                       | March        | CG911B        | Ilmor V10                | G     | 16 | Karl Wendlinger      | Giovanni Lavaggi                  |
| March F1                       | March        | CG911B        | Ilmor V10                | G     | 16 | Jan Lammers          | Giovanni Lavaggi                  |
| March F1                       | March        | CG911B        | Ilmor V10                | G     | 17 | Paul Belmondo        | Giovanni Lavaggi                  |
| March F1                       | March        | CG911B        | Ilmor V10                | G     | 17 | Emanuele Naspetti    | Giovanni Lavaggi                  |
| Camel Benetton Ford            | Benetton     | B191B B192    | Ford Cosworth V8         | G     | 19 | Michael Schumacher   | Alessandro Zanardi Perry McCarthy |
| Camel Benetton Ford            | Benetton     | B191B B192    | Ford Cosworth V8         | G     | 20 | Martin Brundle       | Alessandro Zanardi Perry McCarthy |
| BMS Scuderia Italia            | Dallara      | 192           | Ferrari V12              | G     | 21 | JJ Lehto             |                                   |
| BMS Scuderia Italia            | Dallara      | 192           | Ferrari V12              | G     | 22 | Pierluigi Martini    |                                   |
| Minardi F1 Team                | Minardi      | M191B M192    | Lamborghini 3512 3.5 V12 | G     | 23 | Christian Fittipaldi | Fabrizio Barbazza                 |
| Minardi F1 Team                | Minardi      | M191B M192    | Lamborghini 3512 3.5 V12 | G     | 23 | Alessandro Zanardi   | Fabrizio Barbazza                 |
| Minardi F1 Team                | Minardi      | M191B M192    | Lamborghini 3512 3.5 V12 | G     | 24 | Gianni Morbidelli    | Fabrizio Barbazza                 |
| Ligier Gitanes Blondes         | Ligier       | JS37          | Renault V10              | G     | 25 | Thierry Boutsen      | Alain Prost                       |
| Ligier Gitanes Blondes         | Ligier       | JS37          | Renault V10              | G     | 26 | Erik Comas           | Alain Prost                       |
| Scuderia Ferrari SpA           | Ferrari      | F92A F92AT    | Ferrari V12              | G     | 27 | Jean Alesi           | Nicola Larini Gianni Morbidelli   |
| Scuderia Ferrari SpA           | Ferrari      | F92A F92AT    | Ferrari V12              | G     | 28 | Ivan Capelli         | Nicola Larini Gianni Morbidelli   |
| Scuderia Ferrari SpA           | Ferrari      | F92A F92AT    | Ferrari V12              | G     | 28 | Nicola Larini        | Nicola Larini Gianni Morbidelli   |
| Central Park Venturi Larrousse | Venturi      | LC92          | Lamborghini V12          | G     | 29 | Bertrand Gachot      |                                   |
| Central Park Venturi Larrousse | Venturi      | LC92          | Lamborghini V12          | G     | 30 | Ukyo Katayama        |                                   |
| Sasol Jordan Yamaha            | Jordan       | 192           | Yamaha V12               | G     | 32 | Stefano Modena       |                                   |
| Sasol Jordan Yamaha            | Jordan       | 192           | Yamaha V12               | G     | 33 | Maurício Gugelmin    |                                   |
| Andrea Moda Formula            | Andrea Moda  | C4B S921      | Judd V10                 | G     | 34 | Alex Caffi           |                                   |
| Andrea Moda Formula            | Andrea Moda  | C4B S921      | Judd V10                 | G     | 34 | Roberto Moreno       |                                   |
| Andrea Moda Formula            | Andrea Moda  | C4B S921      | Judd V10                 | G     | 35 | Enrico Bertaggia     |                                   |
| Andrea Moda Formula            | Andrea Moda  | C4B S921      | Judd V10                 | G     | 35 | Perry McCarthy       |                                   |

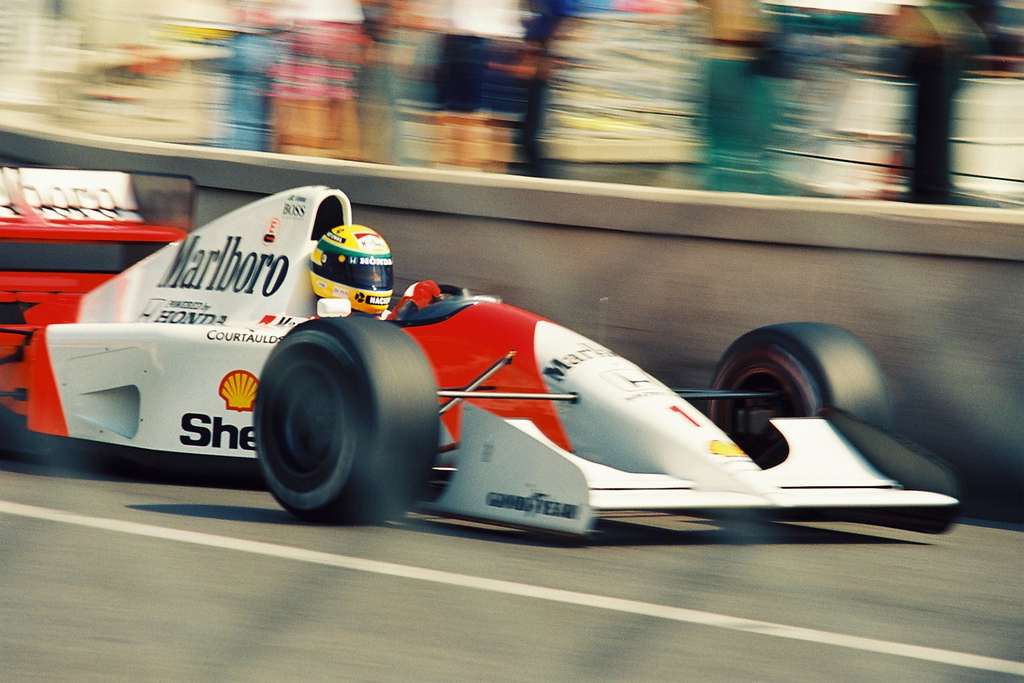
La McLaren MP4/7A
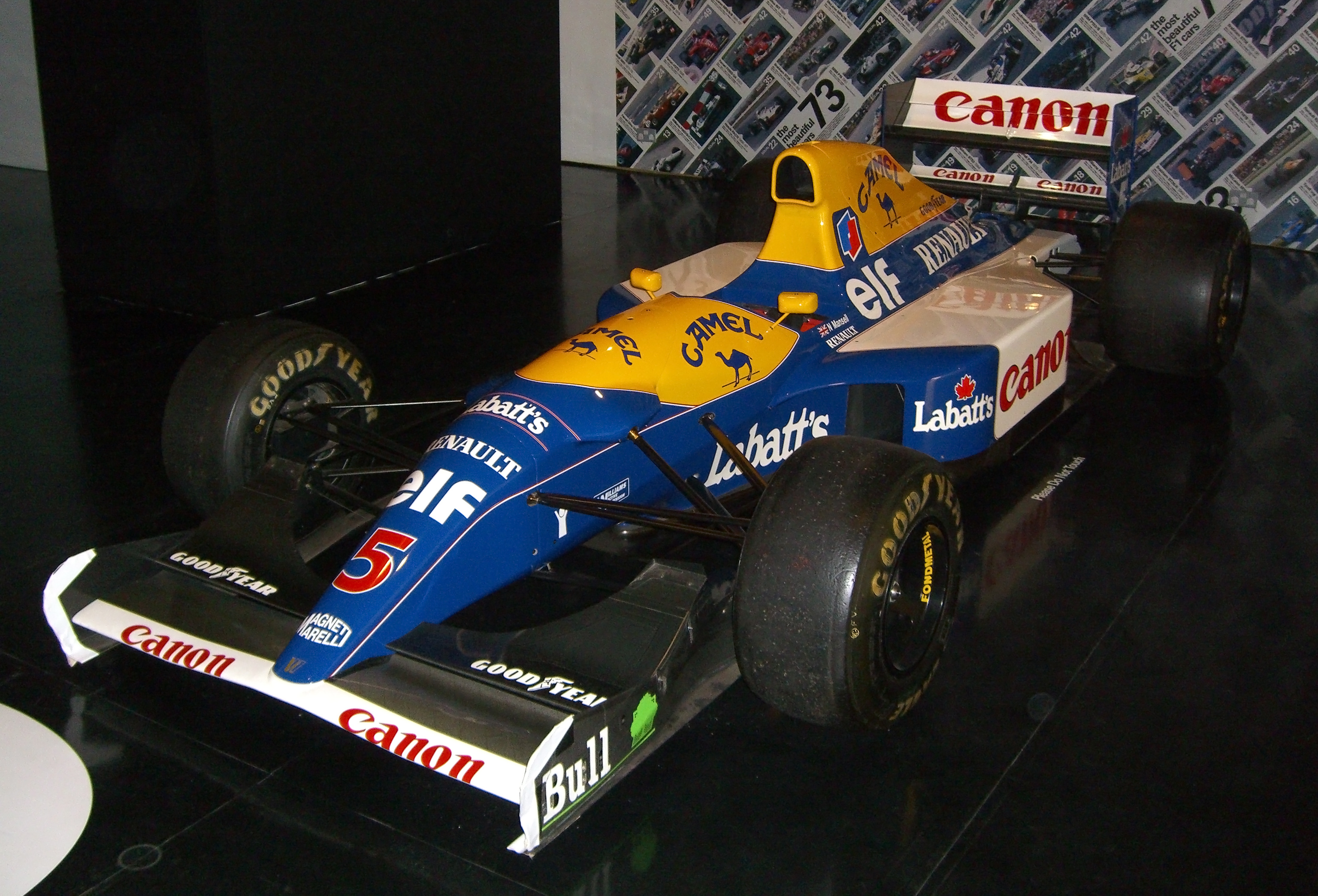
La Williams FW14B, championne du monde 1992
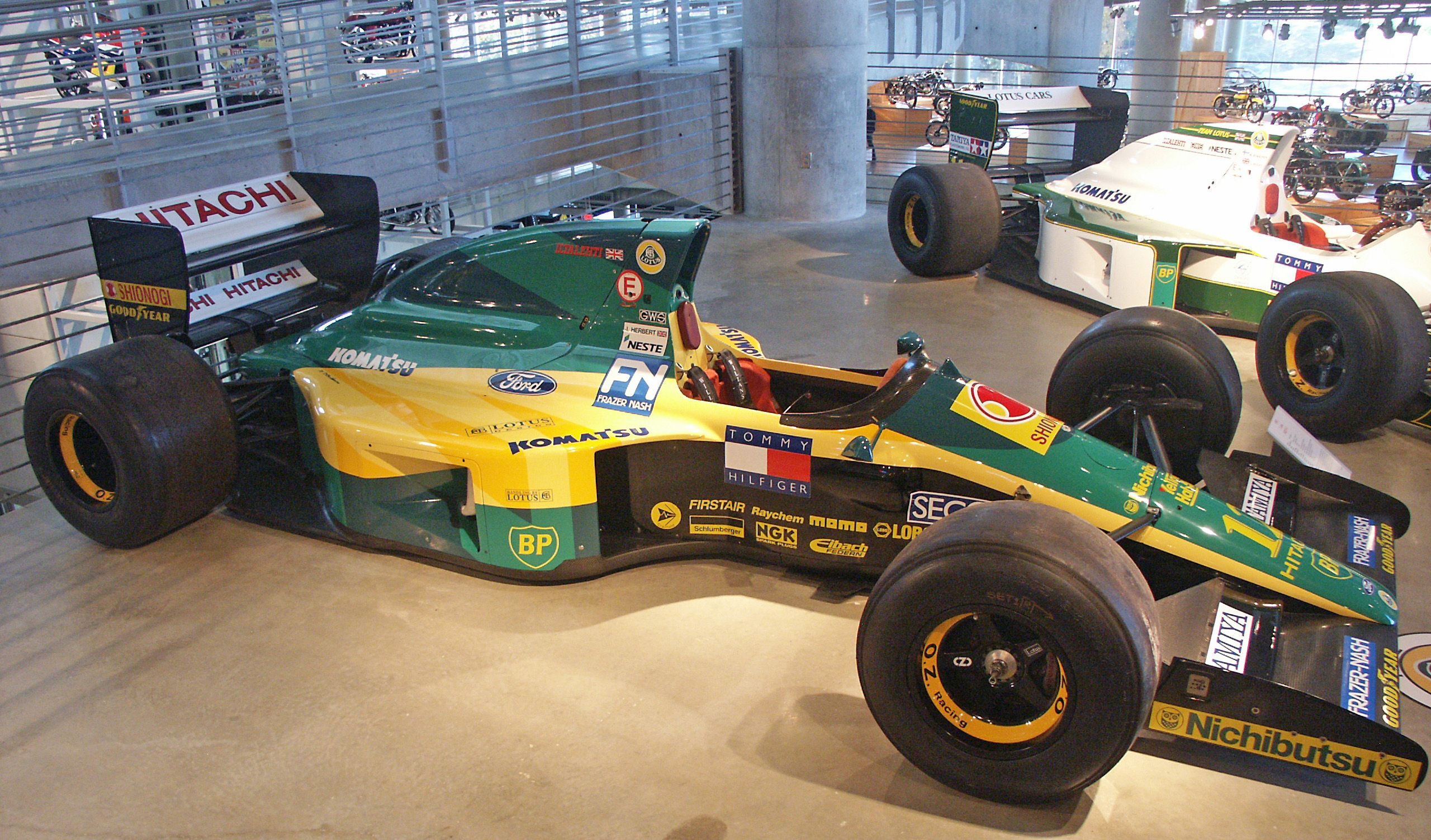
La Lotus 102D, rapidement remplacée par la 107
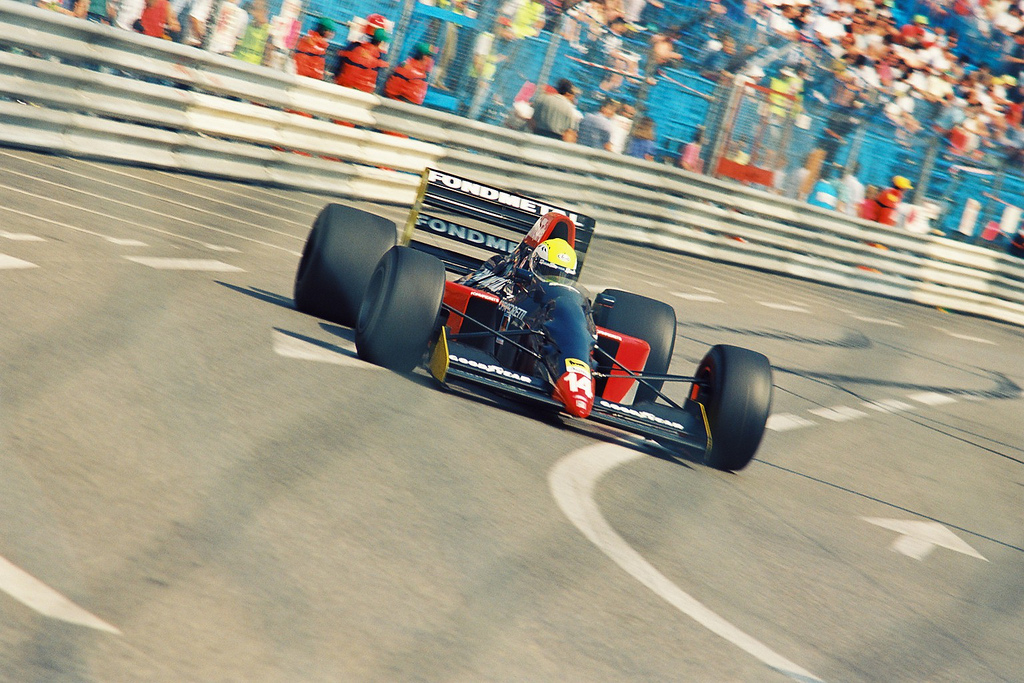
La Fondmetal GR01
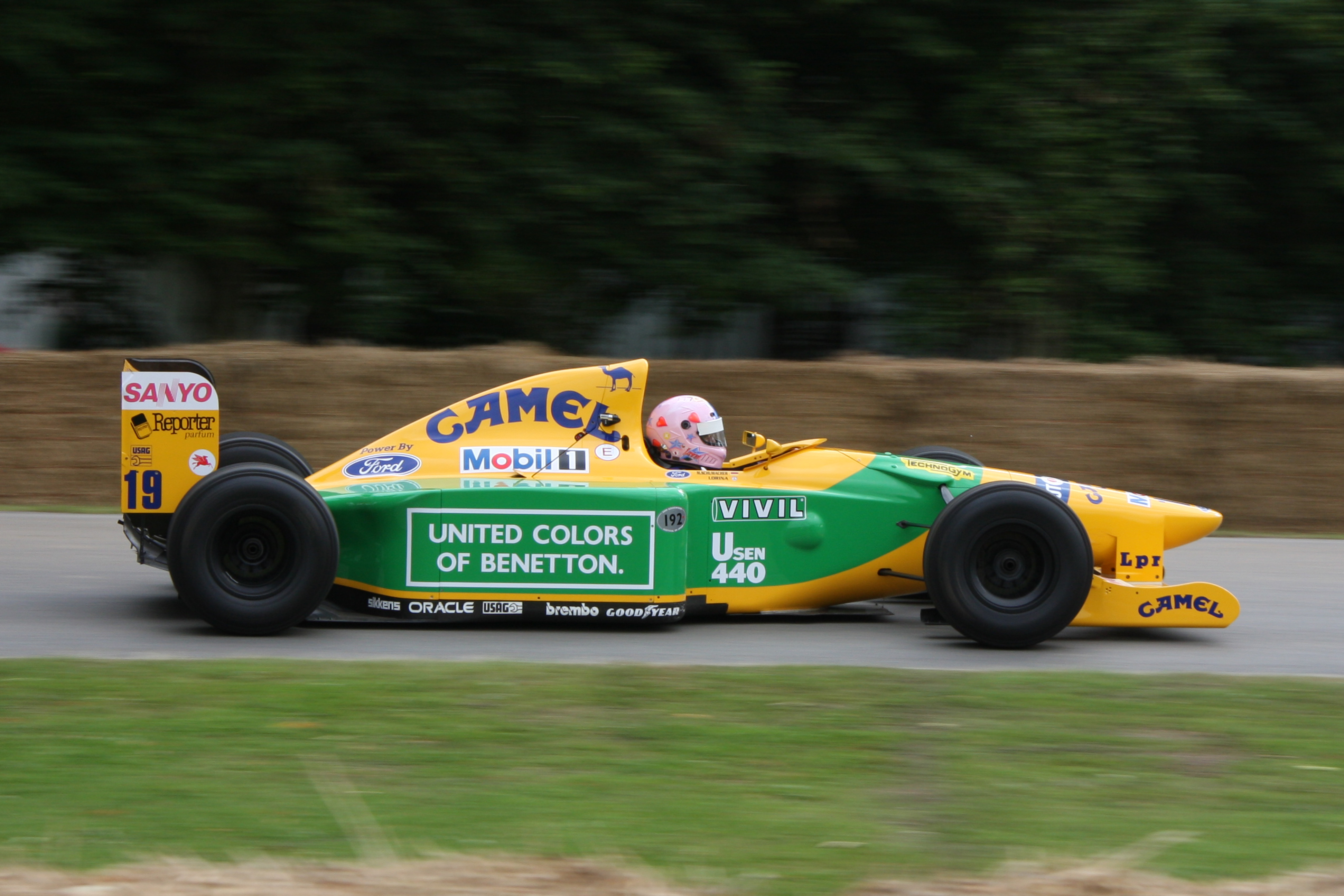
La Benetton B192
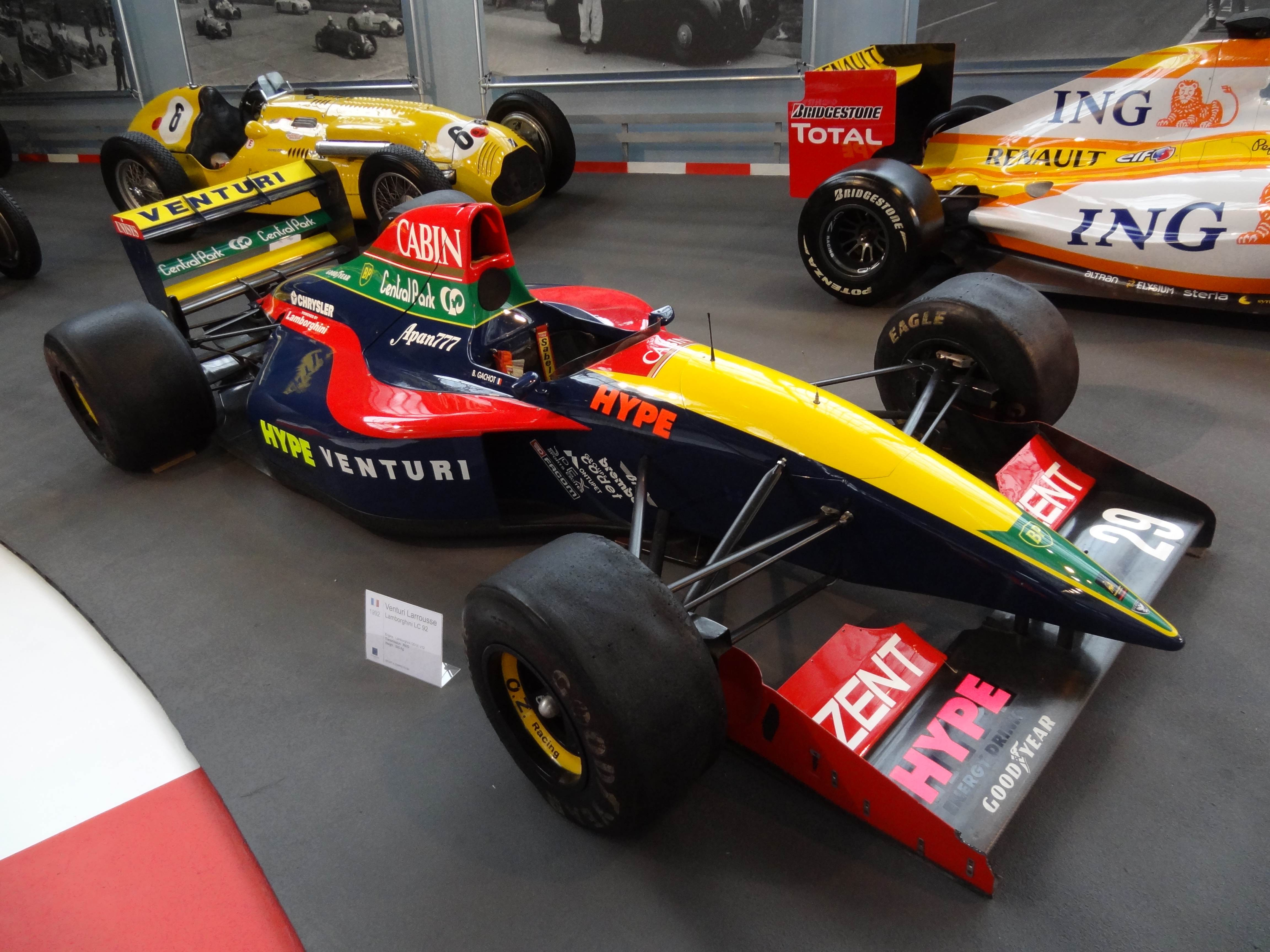
La Venturi-Larrousse à moteur Lamborghini

## Grands Prix de la saison 1992
| no  | Date         | Grand Prix                    | Lieu              | Vainqueur          | Écurie           | Pole position    | Record du tour     | Résumé |
| --- | ------------ | ----------------------------- | ----------------- | ------------------ | ---------------- | ---------------- | ------------------ | ------ |
| 517 | 1er mars     | Grand Prix d'Afrique du Sud   | Kyalami           | Nigel Mansell      | Williams-Renault | Nigel Mansell    | Nigel Mansell      | Résumé |
| 518 | 22 mars      | Grand Prix du Mexique         | Mexico            | Nigel Mansell      | Williams-Renault | Nigel Mansell    | Gerhard Berger     | Résumé |
| 519 | 5 avril      | Grand Prix du Brésil          | Interlagos        | Nigel Mansell      | Williams-Renault | Nigel Mansell    | Riccardo Patrese   | Résumé |
| 520 | 3 mai        | Grand Prix d'Espagne          | Barcelone         | Nigel Mansell      | Williams-Renault | Nigel Mansell    | Nigel Mansell      | Résumé |
| 521 | 17 mai       | Grand Prix de Saint-Marin     | Imola             | Nigel Mansell      | Williams-Renault | Nigel Mansell    | Riccardo Patrese   | Résumé |
| 522 | 31 mai       | Grand Prix de Monaco          | Monaco            | Ayrton Senna       | McLaren-Honda    | Nigel Mansell    | Nigel Mansell      | Résumé |
| 523 | 14 juin      | Grand Prix du Canada          | Montréal          | Gerhard Berger     | McLaren-Honda    | Ayrton Senna     | Gerhard Berger     | Résumé |
| 524 | 5 juillet    | Grand Prix de France          | Magny-Cours       | Nigel Mansell      | Williams-Renault | Nigel Mansell    | Nigel Mansell      | Résumé |
| 525 | 12 juillet   | Grand Prix de Grande-Bretagne | Silverstone       | Nigel Mansell      | Williams-Renault | Nigel Mansell    | Nigel Mansell      | Résumé |
| 526 | 26 juillet   | Grand Prix d'Allemagne        | Hockenheim        | Nigel Mansell      | Williams-Renault | Nigel Mansell    | Riccardo Patrese   | Résumé |
| 527 | 16 août      | Grand Prix de Hongrie         | Hungaroring       | Ayrton Senna       | McLaren-Honda    | Riccardo Patrese | Nigel Mansell      | Résumé |
| 528 | 30 août      | Grand Prix de Belgique        | Spa-Francorchamps | Michael Schumacher | Benetton-Ford    | Nigel Mansell    | Michael Schumacher | Résumé |
| 529 | 13 septembre | Grand Prix d'Italie           | Monza             | Ayrton Senna       | McLaren-Honda    | Nigel Mansell    | Nigel Mansell      | Résumé |
| 530 | 27 septembre | Grand Prix du Portugal        | Estoril           | Nigel Mansell      | Williams-Renault | Nigel Mansell    | Ayrton Senna       | Résumé |
| 531 | 25 octobre   | Grand Prix du Japon           | Suzuka            | Riccardo Patrese   | Williams-Renault | Nigel Mansell    | Nigel Mansell      | Résumé |
| 532 | 8 novembre   | Grand Prix d'Australie        | Adelaïde          | Gerhard Berger     | McLaren-Honda    | Nigel Mansell    | Michael Schumacher | Résumé |

## Classement des pilotes
| Classement | Pilote               | Points | AFS | MEX | BRA | ESP | SMA | MON | CAN | FRA | GBR | ALL | HUN | BEL | ITA | POR | JAP | AUS |
| ---------- | -------------------- | ------ | --- | --- | --- | --- | --- | --- | --- | --- | --- | --- | --- | --- | --- | --- | --- | --- |
| Champion   | Nigel Mansell        | 108    | 10  | 10  | 10  | 10  | 10  | 6   | -   | 10  | 10  | 10  | 6   | 6   | -   | 10  | -   | -   |
| 2e         | Riccardo Patrese     | 56     | 6   | 6   | 6   | -   | 6   | 4   | -   | 6   | 6   | -   | -   | 4   | 2   | -   | 10  | -   |
| 3e         | Michael Schumacher   | 53     | 3   | 4   | 4   | 6   | -   | 3   | 6   | -   | 3   | 4   | -   | 10  | 4   | -   | -   | 6   |
| 4e         | Ayrton Senna         | 50     | 4   | -   | -   | -   | 4   | 10  | -   | -   | -   | 6   | 10  | 2   | 10  | 4   | -   | -   |
| 5e         | Gerhard Berger       | 49     | 2   | 3   | -   | 3   | -   | -   | 10  | -   | 2   | -   | 4   | -   | 3   | 6   | 6   | 10  |
| 6e         | Martin Brundle       | 38     | -   | -   | -   | -   | 3   | 2   | -   | 4   | 4   | 3   | 2   | 3   | 6   | 3   | 4   | 4   |
| 7e         | Jean Alesi           | 18     | -   | -   | 3   | 4   | -   | -   | 4   | -   | -   | 2   | -   | -   | -   | -   | 2   | 3   |
| 8e         | Mika Häkkinen        | 11     | -   | 1   | -   | -   | -   | -   | -   | 3   | 1   | -   | 3   | 1   | -   | 2   | -   | -   |
| 9e         | Andrea De Cesaris    | 8      | -   | 2   | -   | -   | -   | -   | 2   | -   | -   | -   | -   | -   | 1   | -   | 3   | -   |
| 10e        | Michele Alboreto     | 6      | -   | -   | 1   | 2   | 2   | -   | -   | -   | -   | -   | -   | -   | -   | 1   | -   | -   |
| 11e        | Erik Comas           | 4      | -   | -   | -   | -   | -   | -   | 1   | 2   | -   | 1   | -   | -   | -   | -   | -   | -   |
| 12e        | Karl Wendlinger      | 3      | -   | -   | -   | -   | -   | -   | 3   | -   | -   | -   | -   | -   | -   | -   | -   | -   |
| 13e        | Ivan Capelli         | 3      | -   | -   | 2   | -   | -   | -   | -   | -   | -   | -   | 1   | -   | -   | -   |     |     |
| 14e        | Thierry Boutsen      | 2      | -   | -   | -   | -   | -   | -   | -   | -   | -   | -   | -   | -   | -   | -   | -   | 2   |
| 15e        | Johnny Herbert       | 2      | 1   | -   | -   | -   | -   | -   | -   | 1   | -   | -   | -   | -   | -   | -   | -   | -   |
| 16e        | Pierluigi Martini    | 2      | -   | -   | -   | 1   | 1   | -   | -   | -   | -   | -   | -   | -   | -   | -   | -   | -   |
| 17e        | Stefano Modena       | 1      | -   | -   | -   | -   | -   | -   | -   | -   | -   | -   | -   | -   | -   | -   | -   | 1   |
| 18e        | Christian Fittipaldi | 1      | -   | -   | -   | -   | -   | -   | -   | -   |     |     |     | -   | -   | -   | 1   | -   |
| 19e        | Bertrand Gachot      | 1      | -   | -   | -   | -   | -   | 1   | -   | -   | -   | -   | -   | -   | -   | -   | -   | -   |
| 20e        | Aguri Suzuki         | 0      | -   | -   | -   | -   | -   | -   | -   | -   | -   | -   | -   | -   | -   | -   | -   | -   |
| 21e        | Jyrki Järvilehto     | 0      | -   | -   | -   | -   | -   | -   | -   | -   | -   | -   | -   | -   | -   | -   | -   | -   |
| 22e        | Gianni Morbidelli    | 0      | -   | -   | -   | -   | -   | -   | -   | -   | -   | -   | -   | -   | -   | -   | -   | -   |
| 23e        | Mauricio Gugelmin    | 0      | -   | -   | -   | -   | -   | -   | -   | -   | -   | -   | -   | -   | -   | -   | -   | -   |
| 24e        | Olivier Grouillard   | 0      | -   | -   | -   | -   | -   | -   | -   | -   | -   | -   | -   | -   | -   | -   | -   | -   |
| 25e        | Ukyo Katayama        | 0      | -   | -   | -   | -   | -   | -   | -   | -   | -   | -   | -   | -   | -   | -   | -   | -   |
| 26e        | Paul Belmondo        | 0      | -   | -   | -   | -   | -   | -   | -   | -   | -   | -   | -   |     |     |     |     |     |
| 27e        | Eric van de Poele    | 0      | -   | -   | -   | -   | -   | -   | -   | -   | -   | -   | -   | -   | -   |     |     |     |
| 28e        | Emanuele Naspetti    | 0      |     |     |     |     |     |     |     |     |     |     |     | -   | -   | -   | -   | -   |
| 29e        | Nicola Larini        | 0      |     |     |     |     |     |     |     |     |     |     |     |     |     |     | -   | -   |
| 30e        | Damon Hill           | 0      |     |     |     | -   | -   | -   | -   | -   | -   | -   | -   |     |     |     |     |     |
| 31e        | Jan Lammers          | 0      |     |     |     |     |     |     |     |     |     |     |     |     |     |     | -   | -   |
| 32e        | Gabriele Tarquini    | 0      | -   | -   | -   | -   | -   | -   | -   | -   | -   | -   | -   | -   | -   |     |     |     |
| 33e        | Andrea Chiesa        | 0      | -   | -   | -   | -   | -   | -   | -   | -   | -   | -   |     |     |     |     |     |     |
| 34e        | Roberto Moreno       | 0      |     |     | -   | -   | -   | -   | -   |     | -   | -   | -   | -   |     |     |     |     |
| 35e        | Alessandro Zanardi   | 0      |     |     |     |     |     |     |     |     | -   | -   | -   |     |     |     |     |     |
| 36e        | Giovanna Amati       | 0      | -   | -   | -   |     |     |     |     |     |     |     |     |     |     |     |     |     |
| 37e        | Perry McCarthy       | 0      |     |     | -   | -   | -   | -   | -   |     | -   | -   | -   | -   |     |     |     |     |
| 38e        | Alex Caffi           | 0      | -   | -   |     |     |     |     |     |     |     |     |     |     |     |     |     |     |
| 39e        | Enrico Bertaggia     | 0      | -   | -   |     |     |     |     |     |     |     |     |     |     |     |     |     |     |

## Classement des constructeurs
| Classement | Constructeurs        | Points | AFS | MEX | BRA | ESP | SMA | MON | CAN | FRA | GBR | ALL | HUN | BEL | ITA | POR | JAP | AUS |
| ---------- | -------------------- | ------ | --- | --- | --- | --- | --- | --- | --- | --- | --- | --- | --- | --- | --- | --- | --- | --- |
| Champion   | Williams-Renault     | 164    | 16  | 16  | 16  | 10  | 16  | 10  | -   | 16  | 16  | 10  | 6   | 10  | 2   | 10  | 10  | -   |
| 2e         | McLaren-Honda        | 99     | 6   | 3   | -   | 3   | 4   | 10  | 10  | -   | 2   | 6   | 14  | 2   | 13  | 10  | 6   | 10  |
| 3e         | Benetton-Ford        | 91     | 3   | 4   | 4   | 6   | 3   | 5   | 6   | 4   | 7   | 7   | 2   | 13  | 10  | 3   | 4   | 10  |
| 4e         | Ferrari              | 21     | -   | -   | 5   | 4   | -   | -   | 4   | -   | -   | 2   | 1   | -   | -   | -   | 2   | 3   |
| 5e         | Lotus-Ford           | 13     | 1   | 1   | -   | -   | -   | -   | -   | 4   | 1   | -   | 3   | 1   | -   | 2   | -   | -   |
| 6e         | Tyrrell-Ilmor        | 8      | -   | 2   | -   | -   | -   | -   | 2   | -   | -   | -   | -   | -   | 1   | -   | 3   | -   |
| 7e         | Footwork-Mugen-Honda | 6      | -   | -   | 1   | 2   | 2   | -   | -   | -   | -   | -   | -   | -   | -   | 1   | -   | -   |
| 8e         | Ligier-Renault       | 6      | -   | -   | -   | -   | -   | -   | 1   | 2   | -   | 1   | -   | -   | -   | -   | -   | 2   |
| 9e         | March-Ilmor          | 3      | -   | -   | -   | -   | -   | -   | 3   | -   | -   | -   | -   | -   | -   | -   | -   | -   |
| 10e        | Dallara-Ferrari      | 2      | -   | -   |     | 1   | 1   | -   | -   | -   | -   | -   | -   | -   | -   | -   | -   | -   |
| 11e        | Jordan-Yamaha        | 1      | -   | -   | -   | -   | -   | -   | -   | -   | -   | -   | -   | -   | -   | -   | -   | 1   |
| 12e        | Minardi-Lamborghini  | 1      | -   | -   | -   | -   | -   | -   | -   | -   | -   | -   | -   | -   | -   | -   | 1   | -   |
| 13e        | Venturi-Lamborghini  | 1      | -   | -   | -   | -   | -   | 1   | -   | -   | -   | -   | -   | -   | -   | -   | -   | -   |
| 14e        | Fondmetal-Ford       | 0      | -   | -   | -   | -   | -   | -   | -   | -   | -   | -   | -   | -   | -   |     |     |     |
| 15e        | Brabham-Judd         | 0      | -   | -   | -   | -   | -   | -   | -   | -   | -   | -   | -   |     |     |     |     |     |
| 16e        | Andrea Moda-Judd     | 0      | -   | -   | -   | -   | -   | -   | -   | -   | -   | -   | -   | -   |     |     |     |     |